# Amanita phalloides var. alba
Amanita phalloides var. alba Costantin & L.M. Dufour, 1895 è una varietà di fungo basidiomicete, varietà dell'Amanita phalloides da cui si distingue per il colore biancastro del carpoforo.
Come per Amanita verna, elevato è il rischio di confusione con i comuni prataioli da parte dei cercatori più inesperti e pertanto si raccomanda la massima cautela.

## Descrizione

### Cappello
Bianco, spesso con resti bianchi del velo.

### Lamelle
Bianche e fitte.

### Gambo
Bianco, cilindrico e fibroso.

### Anello
Ampio e bianco.

### Volva
Bianca inguainante.

### Carne
Bianca, medesimi odori e sapori della forma classica.

## Distribuzione e habitat
Estate e autunno, boschi di latifoglie, raro nei boschi di conifere. Specie rara.

## Commestibilità
Mortale.

Causa la sindrome falloidea.

## Tassonomia

### Specie simili
- Amanita verna ed Amanita virosa
- Forme decolorate oppure "alba" di altre specie del genere Amanita.